# Czillich Anna

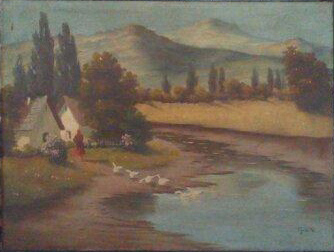
Festménye

Sasadi Czillich Anna (Eger, 1899. május 25. – Budapest, 1923. augusztus 18.) magyar festőművész.

## Életútja
Sasadi Czillich János magyar királyi pénzügyigazgató és dienesfalvi Erdélyi Gizella leánya. Művészeti tanulmányait a nagybányai festőiskolában 1917 nyarán Réti István növendékeként kezdte, majd 1917-től 1920-ig a képzőművészeti főiskolán Glatz Oszkár és Pilch Dezső tanítványa volt. Erőteljes szintetikus látásmódú festményei és rajzai csak halála után szerepeltek kiállításon. Huszonnégyévesen, tüdővészben halt meg. Nagy feltűnést keltett 1925-ben kiadott naplója, melyben megrázó őszinteséggel írta le elhatalmasodó betegsége elleni kétségbeesett küzdelmét. Hagyatéki kiállítását 1924-ben rendezték az Alkotás Művészházban.

„Néha úgy szeretek magam is lenni, különösen itt Pesten. Mert otthon Egerben, ha magam akartam lenni, csak ki kellett mennem a kertbe, no de azt itt nem tehetem, meg itt oly kicsi a lakás is, hogy folyton tanúk előtt kell lenni, én meg úgy szeretek néha magam is lenni gondolataimmal. Délelőtt kinn voltam a Ligetben magamban korcsolyázni. Végre sikerült széttörnöm 18. évemre a rabság lealázó bilincseit is, hogy ne tehessek még egy lépést sem az utcán kíséret nélkül.”

– Napló, 1917. február 9.